# Cryptonchus abnormis
Cryptonchus abnormis är en rundmaskart som först beskrevs av Allgen 1933.  Cryptonchus abnormis ingår i släktet Cryptonchus och familjen Cryptonchidae. Inga underarter finns listade i Catalogue of Life.